# Moralność ponad wszystko
Moralność ponad wszystko (cz. Mravnost nade vše) – czechosłowacki film komediowy z 1937 w reżyserii Martina Friča. 

## Obsada
- Hugo Haas jako prof. Antonín Karas
- Světla Svozilová jako Karolína Karasová, żona profesora
- Saša Rašilov jako dr Mach, prawnik
- Ladislav Boháč jako dr Jílovský, lekarz
- Mirko Eliáš jako Konrád, rzeźbiarz
- Adina Mandlová jako Eva Karasová, córka profesora
- Jiří Hlinomaz syn Ivan Karas, syn profesora
- Věra Ferbasová jako Věra Gregorová, nieślubna córka
- Zdeňka Baldová jako pani Dražná ze Stowarzyszenia na rzecz Postępu Moralności
- Marie Ptáková jako pani Roubalová ze Stowarzyszenia na rzecz Postępu Moralności
- Milada Gampeová jako pani Nyklasová ze Stowarzyszenia na rzecz Postępu Moralności
- Marie Pilská jako członkini Stowarzyszenia na rzecz Postępu Moralności
- Marie Ježková jako Madla, służąca Karasów
- Elsa Vetešníková jako pokojówka w hotelu
- Marie Häusslerová jako plotkara
- Marie Marková jako plotkara
- Terezie Třebovská jako plotkara
- Miro Bernát jako student
- Rudolf Milič jako student